# 詐欺女王
《詐欺女王》（英語：I Care a Lot）是2020年美國黑色喜劇驚悚電影，由J·布萊克森執導的。這部電影敘述法院任命的監護人奪取老人的財產，使她涉入危險的黑幫風波。 
這部電影於2020年9月12日在多倫多國際電影節全球首映，並於2021年2月19日根据地区的不同透過Netflix和Prime Video發行。這部電影獲得了評論家的普遍好評，並獲得了金球獎最佳音樂及喜劇類電影女主角。

## 角色
- 羅莎蒙·派克 飾 Marla Grayson
- 彼得·汀克萊傑 飾 Roman Lunyov
- 艾莎·岡薩雷 飾 Fran
- 克里斯·梅西納 飾 Dean Ericson
- 黛安·韋斯特 飾 Jennifer Peterson
- 小伊塞亞·維特洛克 飾 Judge Lomax
- 梅肯·布萊爾 飾 Feldstrom
- 艾莉西亞·維特 飾 Dr. Karen Amos
- 達米安·楊 飾 Sam Rice

## 資料來源
1. ↑  . Toronto International Film Festival.   [2020-07-30]. （原始内容存档于2021-02-11）.
2. ↑  . Box Office Mojo.   [2021-03-01]. （原始内容存档于2021-07-31）.

## 外部連結
- 互联网电影数据库（IMDb）上《詐欺女王》的资料（英文）